# Тайсон Фьюри — Франсис Нганну
Бой Тайсон Фьюри — Франсис Нганну (англ. Tyson Fury vs Francis Ngannou, с названием «Битва наикрутейших» (англ. Battle of the Baddest) — профессиональный боксерский поединок между чемпионом мира в тяжелом весе по версии WBC Тайсоном Фьюри и бывшим чемпионом UFC Франсисом Нганну. Бой состоялся 28 октября 2023 года в Эр-Рияде (Саудовская Аравия). Поединок был 10-раундовым, на кону не стояли никакие титулы. Тайсон Фьюри одержал победу разделенным решением судей.
Это супершоу было организовано американским и британским промоутерами — Бобом Арумом и Фрэнком Уорреном, под контролем Британского совета по надзору над боксом.

## Предпосылки
В декабре 2022 года Фьюри третий раз в карьере одолел Дерека Чисору. После этого боя между представителями британца и Александра Усика начались переговоры о возможном поединке за абсолютное чемпионство в тяжелом весе. Бой должен был пройти 29 апреля 2023 в Лондоне, однако сторонам так и не удалось договориться.
Поэтому украинскому боксёру пришлось провести обязательную защиту пояса WBA (Super). 26 августа 2023 года Усик вышел на бой против Даниеля Дюбуа, во время которого он нокаутировал соперника в 9-м раунде. В то же время Тайсон Фьюри договорился о бое против бывшего бойца UFC Франсиса Нганну.
29 сентября 2023 года представители Фьюри и Усика всё же подписали контракт о проведении боя за звание абсолютного чемпиона мира в тяжелом весе. Ожидалось, что сражение пройдет в январе 2024 года. Позже по просьбе Фьюри и его команды бой был перенесен на 17 февраля, так как он не успевает подготовиться.
Франсис Нганну провёл свой последний профессиональный поединок на UFC 270 в январе 2022 года, когда одолел единогласным решением Сирила Гана.

## Течение поединка
В 1-м раунде Фьюри сразу начал атаковать своего соперника, попав по нему правым боковым. Африканец тем временем постепенно давил британца, пытаясь навязать свою дистанцию. Пытался нанести несколько ударов, однако ни один из них не дошёл до цели.
Во 2-м раунде Нганну попал левым хуком по корпусу. Дальше боксёры столкнулись головами. Тайсон пытался идти в клинч, однако там сильнее оказывался бывший боец смешанных единоборств.
В 3-м раунде Нганну отправил Фьюри на канвас — провёл контратаку и попал в висок. Во время четвертой трёхминутки британец начал постепенно возвращать инициативу.
В 6-м раунде Фьюри ударил соперника локтем. Нганну стал медленнее, перестал наносить быстрые и мощные удары.
Восьмой раунд прошёл при тотальном преимуществе Фрэнсиса Нганну. Последние раунды получились более спокойными, поскольку боксёры не хотели рисковать.

## Судейские записки
| Судья              | Боксёр         | 1  | 2  | 3  | 4  | 5  | 6  | 7  | 8  | 9  | 10 | В общем |
| ------------------ | -------------- | -- | -- | -- | -- | -- | -- | -- | -- | -- | -- | ------- |
| Алан Кребс         | Тайсон Фьюри   | 10 | 10 | 8  | 10 | 10 | 10 | 9  | 9  | 10 | 9  | 95      |
| Алан Кребс         | Франсис Нганну | 9  | 9  | 10 | 9  | 9  | 9  | 10 | 10 | 9  | 10 | 94      |
|                    |                |    |    |    |    |    |    |    |    |    |    |         |
| Хуан Карлос Пелайо | Тайсон Фьюри   | 10 | 9  | 8  | 10 | 10 | 10 | 10 | 9  | 10 | 10 | 96      |
| Хуан Карлос Пелайо | Франсис Нганну | 9  | 10 | 10 | 9  | 9  | 9  | 9  | 10 | 9  | 9  | 93      |
|                    |                |    |    |    |    |    |    |    |    |    |    |         |
| Эд Гарнер          | Тайсон Фьюри   | 9  | 10 | 8  | 9  | 10 | 10 | 10 | 9  | 10 | 9  | 94      |
| Эд Гарнер          | Франсис Нганну | 10 | 9  | 10 | 10 | 9  | 9  | 9  | 10 | 9  | 10 | 95      |
| Источник:          |                |    |    |    |    |    |    |    |    |    |    |         |

## Присутствующие на поединке звёзды
- Криштиану Роналду[13]
- Эминем
- Конор Макгрегор
- Роналдо
- Бекки Джи
- Майк Тайсон
- Винс Макмэн
- Марк Уильям Кэлвей
- Канье Уэст
- Александр Усик
- Александр Красюк[укр.]
- Оскар Де Ла Хойя
- Эвандер Холифилд
- Рой Джонс
- Насим Хамед
- Шугар Рэй Леонард
- Чак Лидделл
- Леннокс Льюис
- Роберто Дюран
- Джо Кальзаге
- Рикки Хаттон
- Амир Хан
- Жуниор дус Сантус
- Мигель Котто
- Дмитрий Бивол
- Артур Бетербиев
- Исраэль Адесанья
- Камару Усман
- Франк Кессье
- Тедди Атлас
- Риддик Боу
- Джеймс Даглас
- Шеннон Бриггс
- Антонио Тарвер
- Ларри Холмс
- Рэнди Кутюр
- Куинтон Джексон
- Садио Мане
- Роберто Фирмино
- Аллан Сен-Максимен
- Рио Фердинанд
- Эмерик Ляпорт

## Гонорары
В интервью Mirror, Тайсон Фьюри сообщил, что Нганну получит гарантированный гонорар в размере 10 млн долларов без учета PPV. Гонорар Фьюри составил 50 млн долларов (гарантированный гонорар). Известно что бой продал всего 11,500 PPV и 56.000 на ESPN+ в США. Поединок можно было купить за 22 фунта (26,67 долларов) в Великобритании, 30 евро в Ирландии (31,65 долларов) и 80 долларов в США.